# Anthony Kramreither
Anthony "Toni" Kramreither (* 7. August 1926 in Wien; † 8. Februar 1993 in Richmond Hill (Kanada)) war ein österreichischstämmiger Filmproduzent und Schauspieler in Kanada.

## Leben
Anton „Toni“ Kramreither hatte nach seinem Kriegsdienst in seiner Heimatstadt Wien Schauspielunterricht genommen und im Anschluss daran dort Theater (Klein- bis Kleinstrollen, meist ohne festes Engagement) gespielt. Er blieb bis Ende August 1953 in Wien ansässig und wechselte dann für eine Spielzeit ans Salzburger Landestheater. Anschließend (1954) wanderte Anton Kramreither nach Kanada aus.
Seit den späten 1950er Jahren fand er dort, mit mittlerweile zu „Anthony“ anglisiertem Vornamen, Beschäftigung vor der Kamera, zunächst in kleinen Rollen in kanadischen TV-Produktionen, darunter die Serien R.C.M.P. (1958/59) und The Forest Rangers (1963). Mit einem Schurkenpart in dem Tierfilm Babysitter auf vier Pfoten gab Kramreither Ende 1968 auch sein Filmdebüt. 1970 wirkte er an der Seite von Joachim Fuchsberger in dem ZDF-Abenteuerstreifen Heißer Sand mit; ein Jahr später war er bei Michael Kehlmanns Film Augenzeugen müssen blind sein dabei. Es sollten seine einzigen Arbeiten in deutschsprachigen Produktionen bleiben.
Mitte der 1970er Jahre startete der in Toronto ansässige Kramreither seine Produzentenlaufbahn und stellte für seine eigene Firma Brightstar Films eine beträchtliche Anzahl an Thrillern und Kriminalfilmen her, anfänglich auch kindertaugliche Stoffe wie Lions for Breakfast. Mit so hochspekulativen Streifen wie Mondo Nude und Mondo Strip versuchte er sich in Kanada an die (in Europa mittlerweile längst wieder ausklingende) Sexfilmwelle anzuhängen. Bei einigen dieser pseudodokumentarischen Sexstreifen (Mondo Strip; Some Do It for Money, Some Do It for Fun) arbeitete er (unter dem Pseudonym Anthony Kay) auch als Regisseur. Kramreithers Output ist nahezu durchgehend ambitionslose und künstlerisch schwache, bisweilen unterdurchschnittliche, billig hergestellte, zugleich aber auch recht flott gemachte Unterhaltung. Kramreither lebte zuletzt in Ontario.

## Filmografie

### Als Schauspieler
- 1968/69: Babysitter auf vier Pfoten (Babysitters / Silent Friends)
- 1969: Change of Mind
- 1970: Heißer Sand (TV)
- 1971: Augenzeugen müssen blind sein (TV)
- 1981: Der zweite Mann (The Amateur)
- 1984: Träume werden wahr (Flying)

### Als Produzent
- 1974: Lions for Breakfast
- 1975: A Sweeter Song
- 1977: Tödliche Ernte (Deadly Harvest)
- 1978: Mondo Nude
- 1979: Mondo Strip (Dokumentarfilm, auch Drehbuch und Regie)
- 1980: Some Do It for Money, Some Do It for Fun (auch Regie und Drehbuchmitarbeit)
- 1980/81: All in Good Taste
- 1981: Humongous
- 1982: American Nightmare
- 1983: Thrillkill -- das tödliche Computerspiel (Thrillkill, auch Koregie)
- 1984: Träume werden wahr (Flying)
- 1985: Mad Killer (The Mark of Cain)
- 1985: Blutiger Engel (A Judgment in Stone / The Housekeeper)
- 1985: Tanz aus dem Dunkel (Dancing in the Dark)
- 1986: Karate Jäger (Twin Dragon Encounter)
- 1986: Die Spur des Mörders (Confidential)
- 1986: City Colors -- Die Farbe der Angst (Concrete Angels)
- 1987: Dreams Beyond Memory
- 1988: Das Gehirn (The Brain)
- 1988: Freak Show
- 1988: Ricochet
- 1989: Mob Story
- 1990: White Light – Licht im Tunnel des Todes (White Light)